# Paya Kalut
Paya Kalut is een bestuurslaag in het regentschap Aceh Timur van de provincie Atjeh, Indonesië. Paya Kalut telt 262 inwoners (volkstelling 2010).